# Aulnay-la-Rivière
Aulnay-la-Rivière – miejscowość i gmina we Francji, w Regionie Centralnym, w departamencie Loiret.
Według danych na rok 1990 gminę zamieszkiwały 464 osoby, a gęstość zaludnienia wynosiła 29 osób/km² (wśród 1842 gmin Regionu Centralnego Aulnay-la-Rivière plasuje się na 706. miejscu pod względem liczby ludności, natomiast pod względem powierzchni na miejscu 835.).